# Processo di Essen Dora
Il processo di Essen Dora (ufficialmente: Landgericht Essen 29 Ks 9/66, Strafsache gegen Bischoff u. a.) fu un processo celebrato in Germania tra novembre 1967 e maggio 1970 davanti alla giuria del tribunale regionale di Essen contro tre imputati accusati di crimini della fase finale compiuti nel campo di concentramento di Mittelbau-Dora. Prima della fine del processo mentre il procedimento contro un imputato fu sospeso e l'accusato venne rilasciato per motivi di salute, furono emessi due verdetti di colpevolezza per i rimanenti due condannati. Quei condannati, sempre per motivi di salute, non sconteranno però mai nessuna pena. Insieme al processo Mittelbau-Dora, questo processo è stato uno dei due più importanti processi riguardanti i crimini commessi a Mittelbau-Dora.

## Storia
Le prime indagini furono avviate a Essen nel 1959 dando seguito a una segnalazione anonima. L'Ufficio centrale per il perseguimento dei crimini nei campi di concentramento della Renania Settentrionale-Vestfalia presso la Procura di Colonia avviò successivamente le indagini su oltre 30 sospetti, di cui solo tre furono incriminati.

## Udienza
Il processo iniziò il 17 novembre 1967. Gli imputati furono Helmut Bischoff, ex KdS dell'area di Mittelbau, il suo ex dipendente Ernst Sander e Erwin Busta, capo supervisore del complesso di gallerie Kohnstein del campo di concentramento di Mittelbau.
L'oggetto del processo riguardò l'impiccagione e la fucilazione dei prigionieri come punizione per le evasioni e per gli atti di sabotaggio. Il processo riguardò anche l'esecuzione di massa di 58 prigionieri davanti al personale del campo, sospettati di appartenere alla Resistenza. Anche la fucilazione di sette comunisti durante la liquidazione del campo di Mittelbau, avvenuta nell'aprile 1945, e i maltrattamenti subiti dai prigionieri durante i duri interrogatori o per le violazioni delle regole del campo furono oggetto del procedimento. In totale, 300 testimoni provenienti dalla Repubblica Federale Tedesca, dalla DDR e dal resto d'Europa testimoniarono in tribunale o furono ascoltati in via provvisoria. Alcuni delegati del tribunale visitarono gli Stati Uniti, la DDR, Varsavia e Mosca.
L'avvocato della Germania Est Friedrich Karl Kaul rappresentò gli ex prigionieri del Mittelbau della DDR e degli altri Paesi del blocco orientale come querelante comune. Kaul chiese ripetutamente di convocare i testimoni di spicco della Germania Ovest per dimostrare il loro coinvolgimento nei crimini commessi nel campo di Mittelbau-Dora: tramite questa strategia cercò di dipingere la DDR come uno Stato antifascista in cui, a differenza della Germania occidentale, i crimini commessi nei campi di concentramento venivano costantemente perseguiti. In questa ottica, il processo è stato caratterizzato dal conflitto emergente tra Est ed Ovest. Kaul fu sostenuto da un gruppo di lavoro che comprendeva sia storici della Germania Est, che dipendenti della Procura generale della DDR e membri dell'MfS. Kaul riuscì a far testimoniare in tribunale l'ex ministro degli armamenti nazista Albert Speer alla fine di ottobre 1968 e l'ex ingegnere delle armi V Wernher von Braun fu interrogato provvisoriamente nel Consolato generale tedesco di New Orleans sull'argomento del processo.
Il 26 maggio 1970, il procedimento contro Helmut Bischoff fu interrotto:
Bischoff morì indisturbato nel 1993.
I verdetti furono annunciati l'8 maggio 1970 dopo 182 giorni di udienze.
| Imputato     | Reato                                    | Giudizio        |
| ------------ | ---------------------------------------- | --------------- |
| Ernst Sander | Favoreggiamento e complicità in omicidio | 7 anni e 6 mesi |
| Erwin Busta  | Favoreggiamento e complicità in omicidio | 8 anni e 6 mesi |

I detenuti non dovettero scontare la pena grazie alla libertà vigilata e alle sentenze differite. Verso la fine degli anni Settanta, Sander e Busta furono considerati non idonei alla detenzione.